# 蜂須賀斉裕

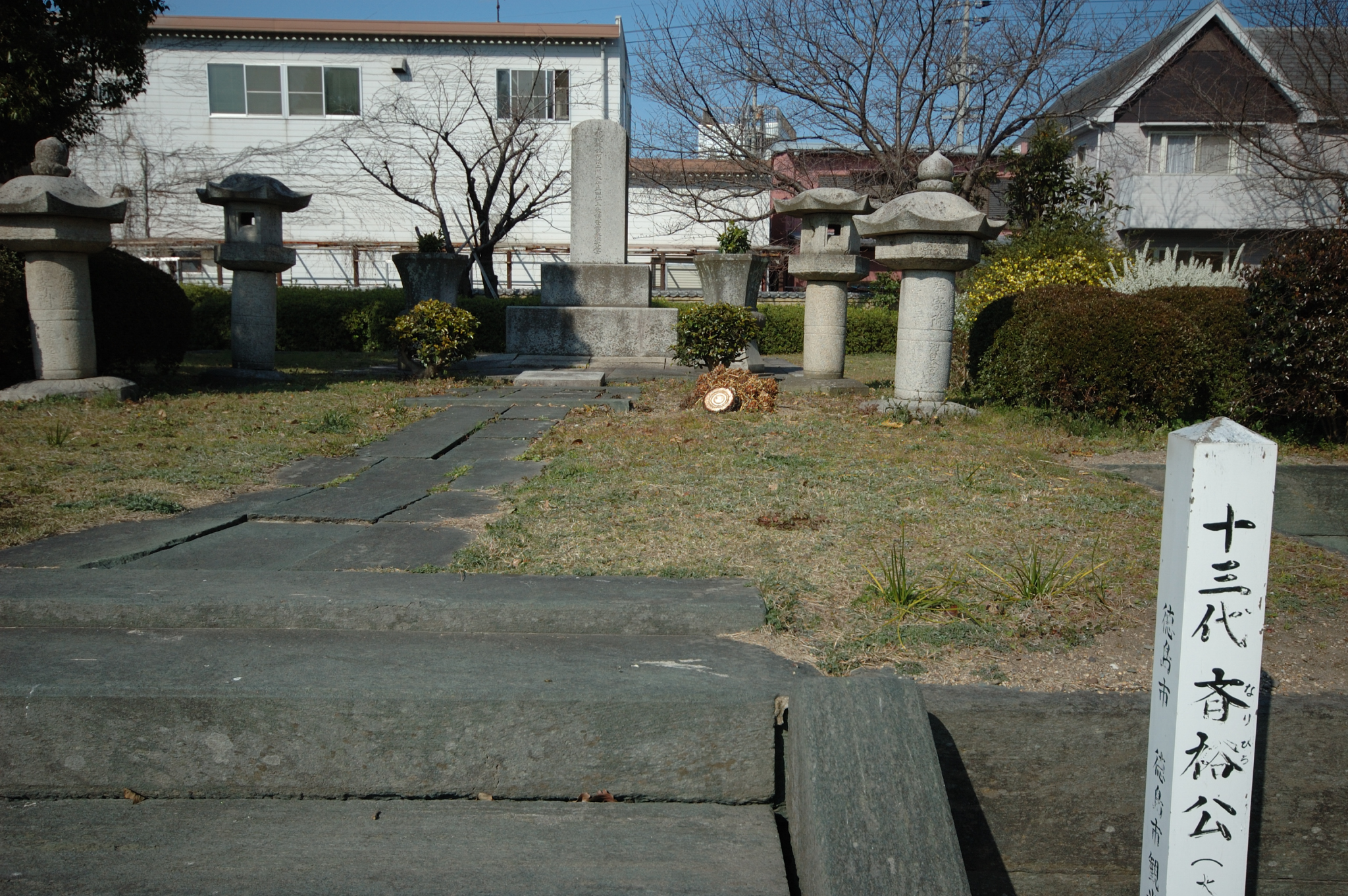
興源寺の墓所（徳島県徳島市下助任町）

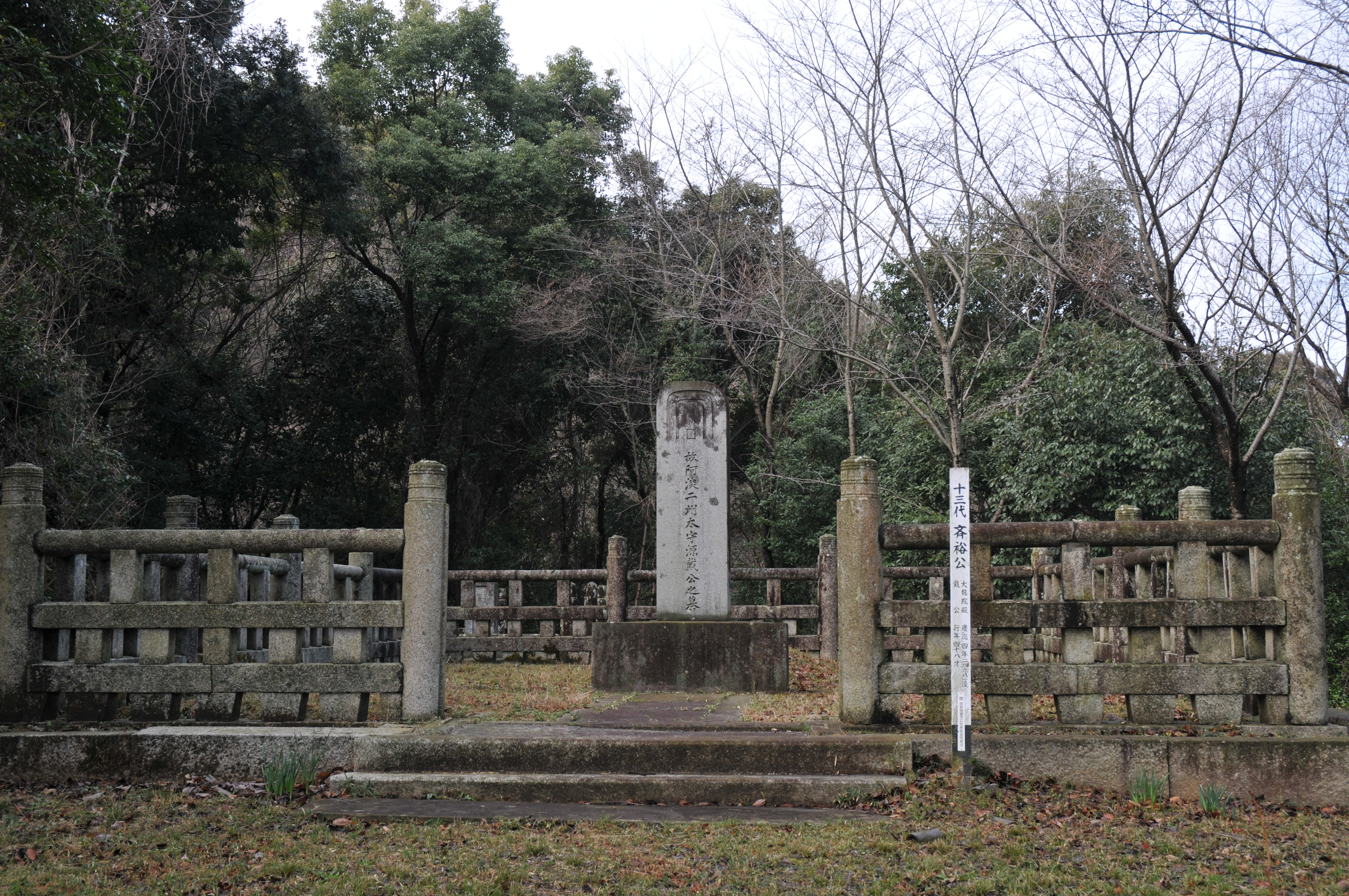
万年山墓所の墓所（徳島県徳島市眉山町）

蜂須賀 斉裕（はちすか なりひろ）は、江戸時代末期の大名。阿波国徳島藩13代藩主。
11代将軍・徳川家斉の二十二男で、12代将軍・徳川家慶の異母弟。13代将軍・徳川家定（家慶の子）は甥にあたるが、僅か3歳年下である。父の家斉より偏諱を賜って斉裕と名乗る。号は翼齋、橘堂（和歌、俳句）。

## 略歴

### 将軍の子から外様の藩主へ
文政4年（1821年）9月19日生まれ。文政10年（1827年）閏6月3日、徳島藩12代藩主・蜂須賀斉昌の養子となる。斉裕の父・家斉は「膃肭臍将軍」と皮肉られるほどの子沢山で、成長した男児は嫡男の家慶を除いてことごとく他藩に養子に出された。徳川将軍家の子だけあって養子先の多くは親藩の大藩だったが、やがてそれだけでは賄いきれなくなる。最終的には小藩にも実質的な持参金手形付き、つまり襲封時に大幅加増があることを内諾の上で養子に出す有様となった。
こうした中で斉裕は外様大名の徳島藩主蜂須賀斉昌の養嗣子に出された。徳島藩は阿波・淡路両国を治める大藩で、表高25万7千石は石高として申し分なかったが、外様であることに変わりはない。

### 藩政改革
天保14年（1843年）、家督を継いで藩主となった。この頃、徳島藩では財政が悪化し、窮した前藩主・斉昌は百姓に重税を強いることで解決しようとしたが、これに百姓が猛反発して天保12年12月4日（1842年1月15日）、一揆を起こした。このとき、斉昌は一揆の首謀者の一人を処罰せず許すという態度で、藩主にはもはや百姓を抑える力さえも欠如しかけていた。
そのような中で藩主となった斉裕は、藩政改革に取り組むことにした。まず、藩士の知行を3割削減し、領内の特産品である染料と藍を扱う大商人に献金を求めた。さらに藩の軍制をイギリス式に改め、海防に力を注いだ。
淡路島の岩屋や由良（現淡路市）に砲台を建築するなど、海防においては多くの功績を挙げている。このため、幕末の動乱期に、斉裕は幕府が新たに設置した役職である海軍総裁・陸軍総裁に兼務任命（文久2年12月18日（1863年2月6日））されている。しかしこのための出費が凄まじく、短期間で海軍、陸軍ともに総裁は廃止されたが、徳島藩の財政は破綻寸前になった。

### 幕末の斉裕
斉裕は徳川将軍家の一族であったが、幕末の幕政とはある程度の距離を置いていた。海軍、陸軍両総裁に任命されたが短期間で廃止になったのも、斉裕が幕府とあまり関わりあいたくなかったからだとも言われている。斉裕は幕末期、公武合体を目指して京都などに家臣を積極的に送り込んでいる。
しかし、洲本城代の稲田氏（蜂須賀家の筆頭家老）をはじめとする家臣団の多くから公武合体に対して批判的な意見が多く、藩論を統一することができなかった。幕末において徳島藩が名を残すことができなかったのも、藩論統一が成されなかったためと言われている。
重要文化財「紙本墨書阿波国板野郡田上郷延喜二年戸籍残巻」は、斉裕の時代に蜂須賀家が京都で入手したと伝わる。
晩年の慶応3年（1867年）11月には、江戸相撲の本場所・千羽ヶ嶽兵右エ門と國見山半五郎戦の勝負結果を巡って、千羽ヶ嶽や鬼面山谷五郎（後の第13代横綱）、小柳常吉（関脇）などの自身のお抱え力士をボイコットとさせるという大事件を起こした。
慶応4年（1868年）1月3日危篤に陥り、1月6日（鳥羽・伏見の戦い中）、48歳で急死し、跡を次男の茂韶が継いだ。
「勤王にして佐幕」「開国派にして攘夷論者」の立場のあいまいさが、斉裕を「御内鬱」と記されるような精神状況に追い込み、英明であるが故に精神的な鬱積を酒でまぎらわせ、結果的にアルコール中毒症を患った。大名の臨終が細かく記録されていることは珍しい。
徳川将軍家出身ながら海防や軍制改革など、軍事面においては優秀な功績を残しており、それなりの実行力を持った藩主であった。そのため斉裕が亡くなったとき、幕府側の多くの人物が、その死を惜しんだと言われている。
現在に残る斉裕の肖像画として、明治3年の斉昌13回忌・斉裕3回忌法要に際して高野山に納めるべく守住貫魚が描いた「蜂須賀斉昌・斉裕画像」（井伊美術館蔵）や、徳島藩医で斉裕の死も看取った関寛斎が明治35年（1902年）徳島を離れ北海道に渡る際に中山勝哲に描かせた肖像（徳島城博物館蔵）がある。

## 系譜
- 父：徳川家斉（1773-1841）
- 母：皆春院（?-1843） - 八重、父は清水徳川家の家臣・牧野多門忠克、養父は土屋弥三郎知光
- 養父：蜂須賀斉昌（1795-1859）
- 正室：鷹司標子（1820-1858） - 祥雲院、鷹司政通の娘
- 側室：たま（山本氏）
  - 次男：蜂須賀茂韶（1846-1918）
  - 長女：賀代姫（1848-1865） - 松平茂昭正室
  - 養女：倫子 - 鷹司輔政正室、父は蜂須賀隆芳
- 側室：山村氏

## 栄典
- 1928年（昭和3年）11月10日 - 贈正三位（故正四位上）[1][11]